# 参 (衛氏朝鮮)
参（さん）は、衛氏朝鮮の国家運営にあたった4人の合議メンバー（朝鮮相路人、朝鮮相韓陰、尼谿相参、将軍王唊）の1人。官職は尼谿（じけい）の宰相。在地の尼谿という根拠地の宰相である。4人の合議メンバーのうち1人だけ姓がなかった。
紀元前109年から紀元前108年、前漢が衛氏朝鮮を討伐するために攻撃してくると、4人の合議メンバーのうち、朝鮮相路人、朝鮮相韓陰、将軍王唊の中国からの亡命者あるいはその亡命者ゆかりの人物は、朝鮮王の衛右渠を残したまま早々に降伏したが、参だけは抗戦する。しかし、紀元前108年に参は刺客を衛右渠に差し向け殺害、降伏した。降伏後は、前漢から澅清（かくせい）侯に封じられたが、11年後、衛氏朝鮮の逃亡者を匿った容疑で逮捕され、獄中で病死した。